# 塚本三郎
塚本 三郎（つかもと さぶろう、1927年〈昭和2年〉4月20日 - 2020年〈令和2年〉5月20日）は、日本の政治家。位階は正三位。
衆議院議員（通算10期）、民社党委員長（第5代）、書記長（第5代）などを歴任した。

## 経歴
愛知県名古屋市に製材所を営む家の三男として生まれる。旧制明倫中学校（現・愛知県立明和高等学校）から中央大学法学部に進み、中大では辞達学会（弁論部）で活動した。
中大卒業後まもなく運輸省で鉄道員として勤務、国鉄労働組合の結成にも関わり一時期本省への出向も経験した。運輸省退職後は家具製造卸業を営みつつ日本農民組合中央委員を歴任、1952年の総選挙・1953年の総選挙に無所属で1955年の総選挙に右派社会党公認で旧愛知2区から立候補するも、いずれも落選に終わった。
1958年の総選挙で初当選を果たす。自民党の竹下登、金丸信、安倍晋太郎などは同期に当たる。その後社会党を離党し民主社会党結成に参加するが、同年の総選挙・1963年の総選挙と2度の落選を経験した。1967年の総選挙では、新設区である旧愛知6区（旧愛知1区から分割）に鞍替えしてようやく返り咲きを果たす。
その後、党副書記長・書記長代行を経て1974年2月、党書記長に昇格し、以後11年務めた。同時期に委員長だった佐々木良作が社会党・公明党との連携を重視する社公民路線の主導者だった一方で、塚本も同じ愛知県選出の春日一幸と共に自民党との連携や保守系（竹下登、金丸信、江崎真澄等とパイプを持つ）支持層の取り込みを重視する自公民路線を主導し、こと愛知県での民社党の地盤を確固なものにした。
1985年4月に民社党委員長に昇格、副委員長に永末英一国対委員長、書記長に大内啓伍政審会長がそれぞれ昇格するも、1986年7月の衆参同日選では大内書記長が落選するなど発足早々党に大きな痛手を負い、さらに1988年から1989年のリクルート事件では自分の秘書がリクルートコスモス（現 コスモスイニシア）の未公開株を譲受されていたことが発覚した。佐々木常任顧問から委員長辞任勧告を受け、1989年2月7日に党委員長を辞任し常任顧問に退いた。塚本の後任だった永末英一党委員長が1990年総選挙の不振から辞任した後には、大内啓伍党委員長の就任を後押しする役割を果たした。
1992年の参院選では愛知県選挙区からラジオパーソナリティーとして知名度があった新間正次を党の候補者として擁立するのに中心的な役割を果たし、結果的に議席獲得に成功する。しかし、その新間が経歴詐称事件で公職選挙法違反で在宅起訴されたことから党の地元組織から離党者を生む事態となり、更に1993年総選挙では自身の選挙区で新生党新人の大谷忠雄に票を食われる格好で落選した。自身の系列県議三輪敦昭も民社党離党し新生党に移籍し大谷の系列県議となった。
その後1994年12月に民社党が解党し新進党へ所属議員の多くが参加するものの、支持母体だった霊友会や日蓮宗が反創価学会である意向もあって大内前委員長と共に新進党結党には参加しなかった。民社党解党後直ちに自由連合に移籍した大内とは異なり、塚本は無所属の身分で民社協会結成に参加し、翌1995年実施の統一地方選挙に向け新進党不参加の愛知県内の民社系地方議員の受け皿として設立された地域政党・新党民社の最高顧問を務めた。1996年1月に自民党に入党し、同党公認で1996年総選挙に愛知4区から立候補するも新進党の三沢淳に敗れている。
1997年に勲一等旭日大綬章を受章し捲土重来を期すものの、2000年総選挙では保守党に属していた三沢を公明党と一緒に自民党が推薦したことから政界から引退した。その後はアメリカ合衆国下院121号決議の全面撤回を求める抗議書に賛同者として名を連ねたり、国家基本問題研究所理事、頑張れ日本!全国行動委員会愛知県本部顧問、明治の日推進協議会初代会長などを務めた。
2020年5月20日午前、名古屋市内の自宅で意識を失っているところを家族により発見され、老衰のため死去。93歳没。死没日をもって政府は正三位に叙した。

## 活動
- 1973年9月、チリのアウグスト・ピノチェトはクーデターを起こし、アジェンデ大統領らを自殺に追い込み政権を掌握した。塚本は民社党の調査団代表としてチリを訪問し、クーデターを「天の声」と賛美した[8]。
- 1974年に春日一幸が日本共産党スパイ査問事件を『毎日新聞』の取材で取り上げた影響から、2年後の1976年1月30日にはこの問題を国会で稲葉修法相に質問して問題提起を行っていた[9]。また、1988年2月6日に浜田幸一が予算委員会の席で委員長として「宮本顕治人殺し」発言を持ち上げた際、民社党の全国幹事長会議の席上でこの事件に触れ、「（浜田の）姿勢と中身には、決して反対ではない」と発言[10]しており、スキャンダルで槍玉に挙げられていた浜田をかばうと同時に、日本共産党への対決姿勢を示す面も見せていた。
- 1982年秋、東京新聞の記者からの情報提供を受けて硫黄島航空基地の自衛官が家族との電話もできない状態で勤務していることを知り、同地を視察したのち、翌1983年2月の衆議院予算委員会（第98回国会）において、NTTの衛星「さくら2号」による衛星電話を同地に設置できないかを質問した[11]。当時の政府見解としては、自衛隊が衛星通信システムを保有・運用することは宇宙の平和利用の理念に反するとされており、科学技術庁もこれを踏襲した答弁を行ったが、塚本は自衛官・家族の福利厚生の観点から厳しく反論し、最終的に中曽根首相が「この件は十分検討する」として収拾を図った[11]。この結果、昭和59年（1984年）度予算に硫黄島衛星通信回線が盛り込まれて1985年3月に開通し、自衛隊自身の衛星通信システム整備への道が開かれた[11]。
- 1988年1月28日、衆議院本会議において竹下登首相の施政方針演説に対する代表質問の中で前年11月の大韓航空機爆破事件、「李恩恵」（田口八重子）及び金賢姫等に言及した。それとともに1978年7月から8月にかけて福井県（地村保志・濱本富貴惠）・新潟県（蓮池薫・奥土祐木子）・鹿児島県（市川修一・増元るみ子）において発生した若年男女の行方不明事件、富山県高岡市で発生した若年男女の拉致未遂事件について国会において初めて「北朝鮮による犯行ではないか」と指摘し、真相究明を求める。この質問は政党代表者が代表質問において初めて北朝鮮による日本人拉致問題について取り上げたものであったが、竹下は明確な答弁を避けた（1980年に公明党の和泉照雄が参議院での質問で拉致問題に連なるアベック失踪事件を取り上げたことがあるが、質疑応答において北朝鮮という国名は出なかった）。
- 2008年頃から、戦前回帰を願う人々のあいだで、11月3日の「文化の日」を「明治の日」に改称しようとする動きがあり[12]、2011年10月1日に「明治の日推進協議会」が結成された[13]。塚本は初代会長に就いた[14]。2016年11月1日、明治の日推進協議会は国会内で集会を開き、祝日法改正を目指すための超党派の議員連盟設立を与野党議員に要請した[15]。要請を受け、自民党議員は古屋圭司を会長とする「明治の日を実現するための議員連盟」を設立した[16]。塚本は死去するまで会長職を全うした。後任には日本会議会長の田久保忠衛が就任した[17]。

## 著書
- 『公明党を折伏しよう : 政治と宗教を理解するために』名南経済振興会、1969年8月31日。
- 『創価学会に強くなろう : 政治と宗教を理解するために』名南経済振興会、1969年12月31日。
- 『民社党はどこへ : 信なき日本の政治を斬る!!』読売新聞社、1994年11月28日。